# Собор Святого Петра (Женева)
Собор Святого Петра (фр. Cathédrale Saint-Pierre de Genève) — кальвіністський кафедральний собор у швейцарському місті Женеві, одна з головних женевських історико-архітектурних пам'яток.

## З історії собору
Християнські храми і баптистерій на місці сучасного собору існували ще з IV століття. 
Будівництво власне споруди собор розпочалося 1160 року й тривало приблизно півтора століття. Розпочатий у романському, пізніше храм придбав готичних рис. Надалі будівля та інтер'єри собору постійно доповнювався новими елементами. 
Так, у 1406 році була добудована каплиця Маккавеїв, у 1441 році — північна стінка нефу була серйозно пошкоджена, і лише до 1449 року її відбудували. У середині XVIII століття був зведений храмовий фасад — із греко-римськими колонами у неокласичному стилі. Таким чином сучасний собор Святого Петра поєднує у собі більшість європейських архітектурних стилів.
Женевський собор Святого Петра є однією з перших церков кальвінізму, адже від 1535 року Собор Святого Петра був реформаторським, що в тому числі відбилося на суворішій архітектурі нових елементів будівлі.
На тепер одним з головних експонатів собору є стілець Кальвіна. У розташованому поруч із собором Археологічному музеї зберігається й експонується каміння з храмового фундаменту XI століття, також крипта.

## Галерея

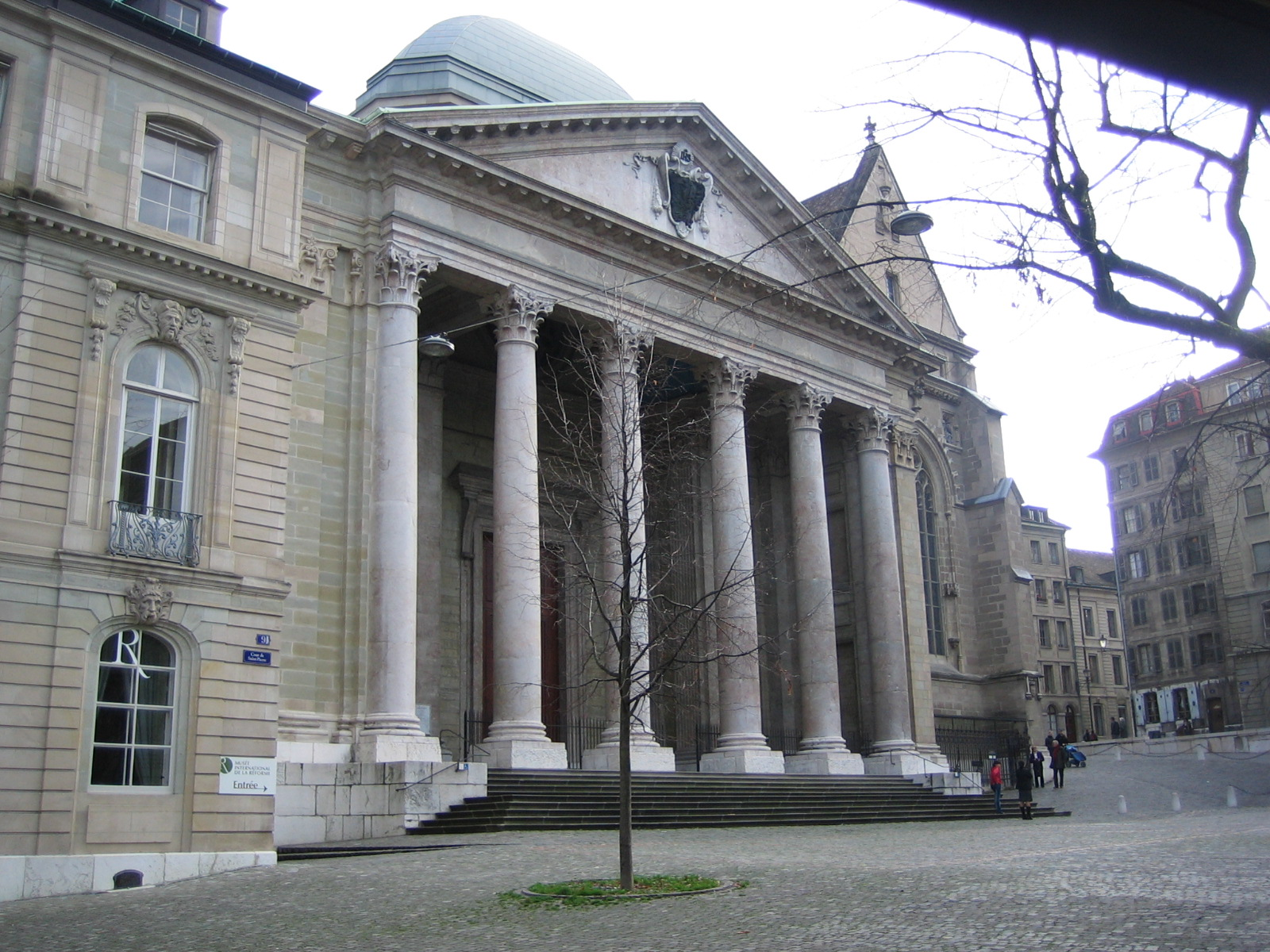
Собор (ракурс)
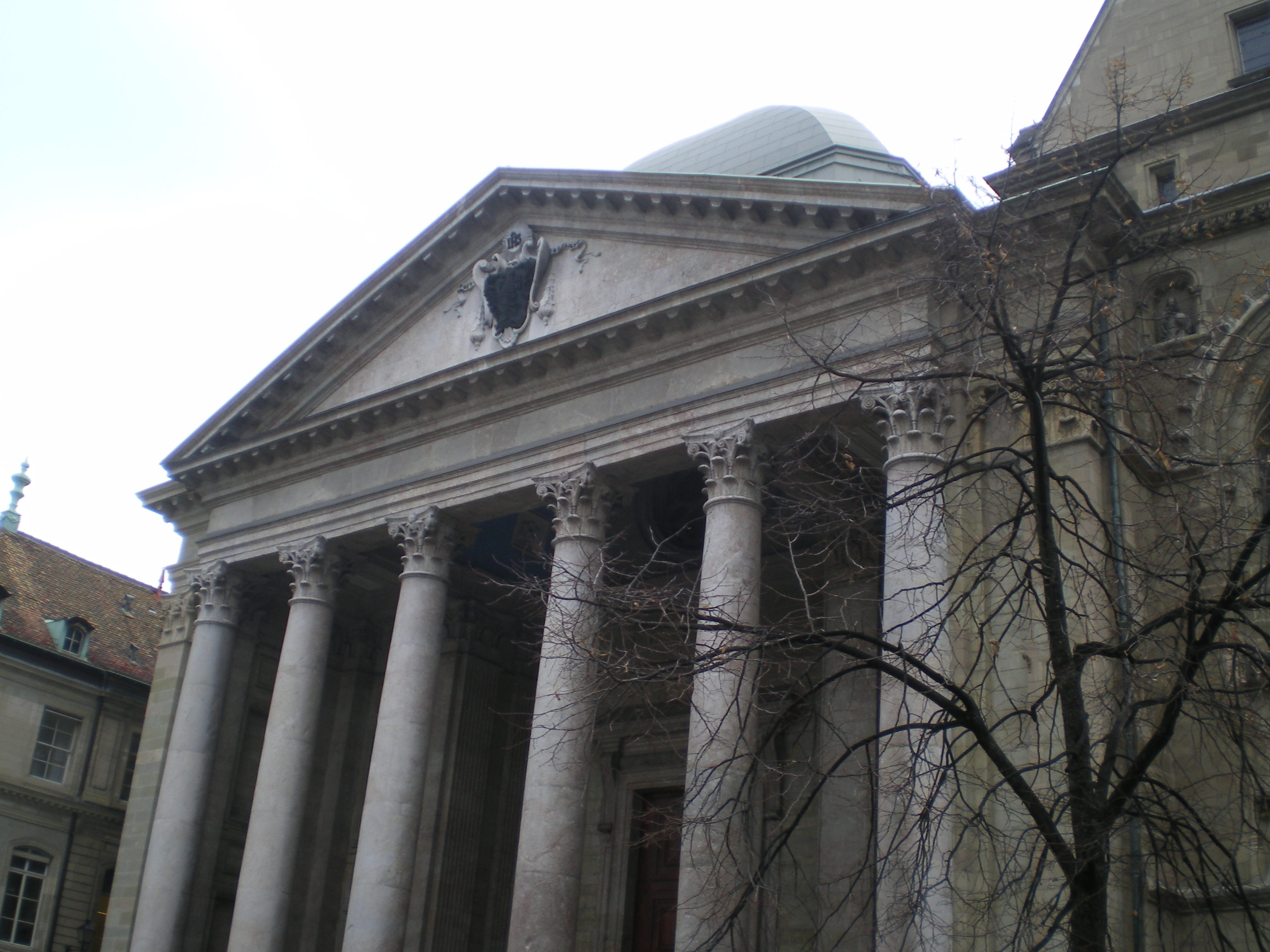
Фронтон собору
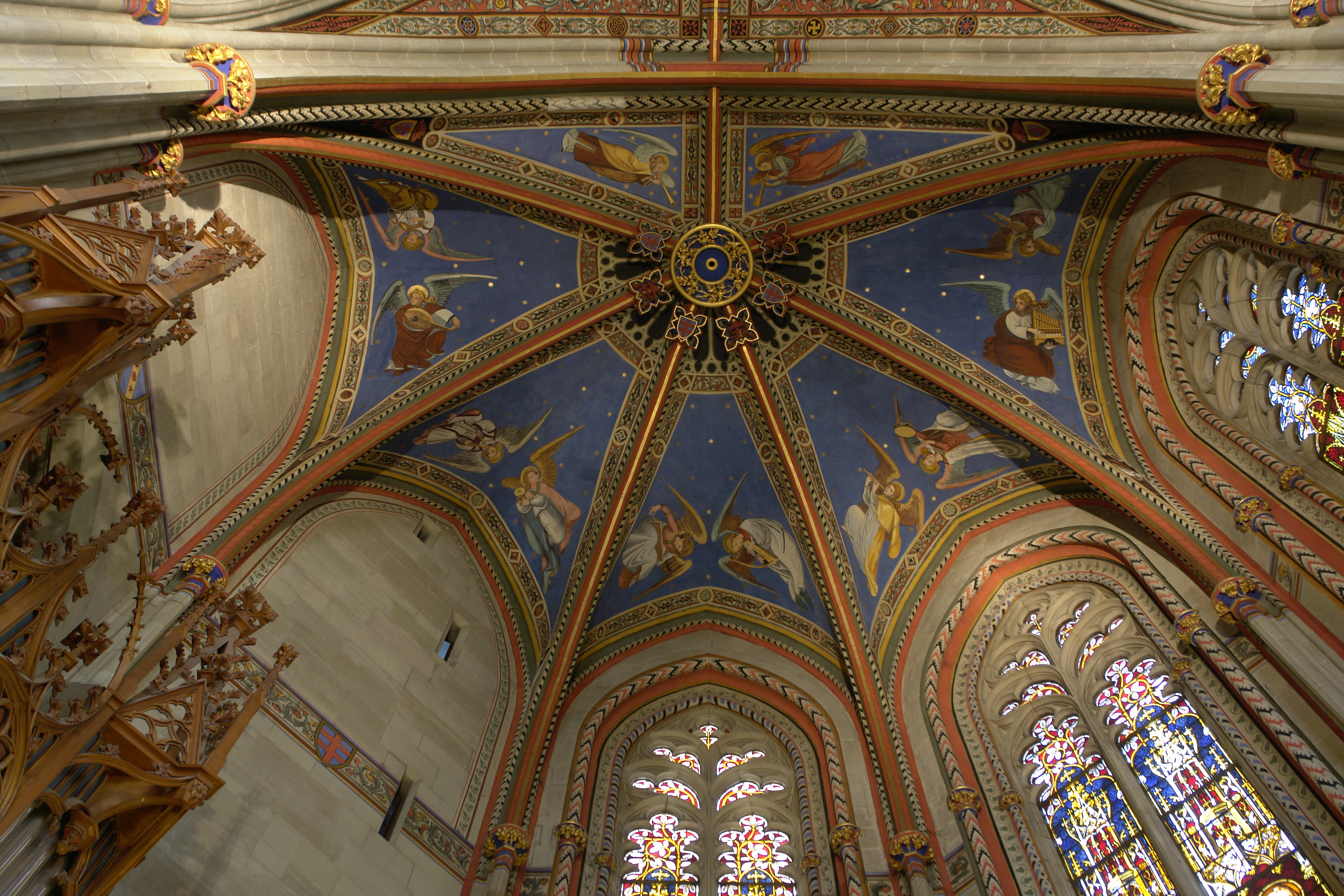
Склепіння собору
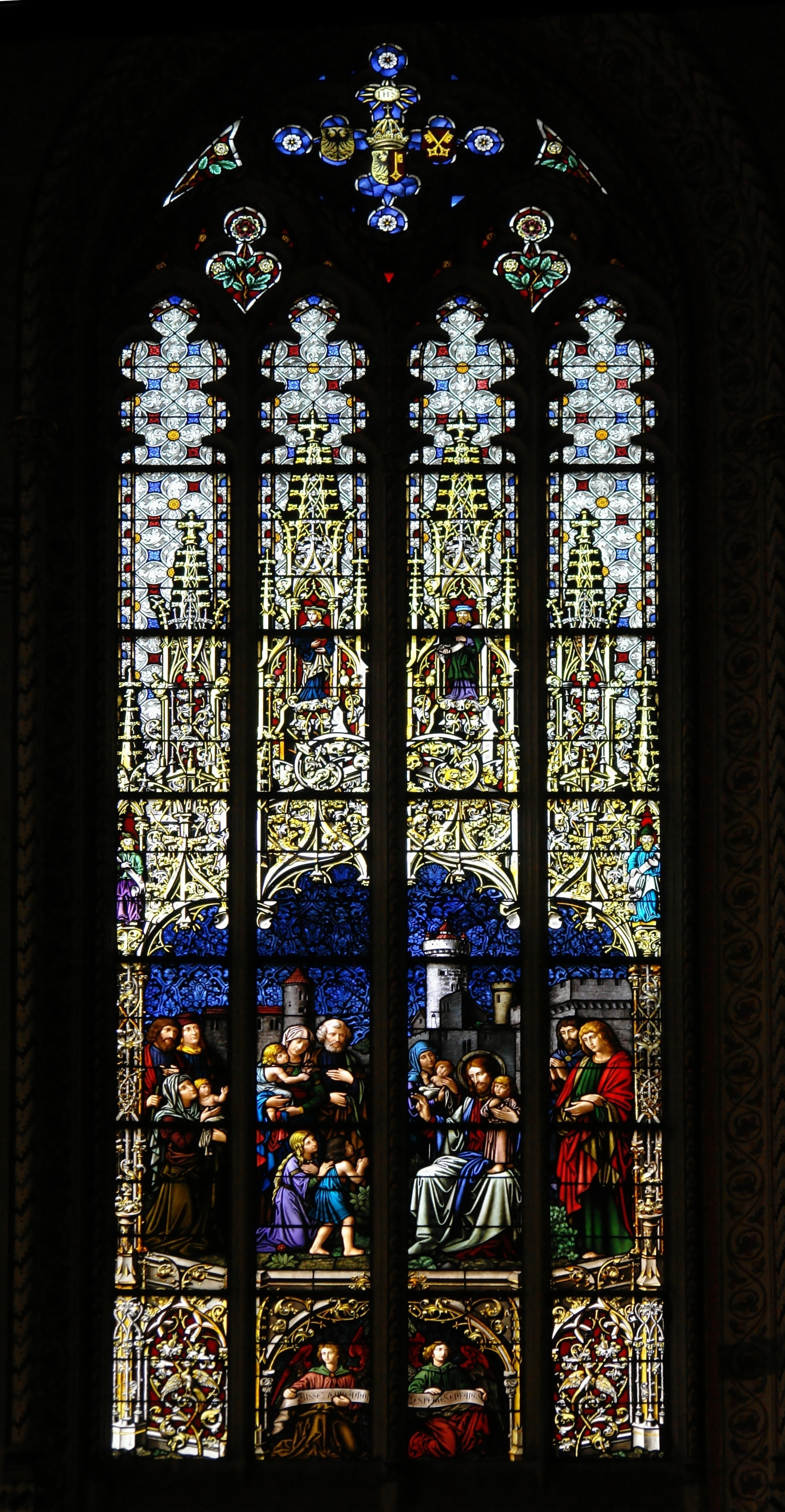
Один з віконних вітражів собору

## Виноски
1. ↑  Kathari S., Riliet N. Histoire et Guide des cimetières genevois — Genève: Éditions Slatkine, 2009. — P. 502. — ISBN 978-2-8321-0372-2
2. ↑  Визначні пам'ятки Швейцарії // Женева // Собор Святого Петра на www.flyex.ru. Архів оригіналу за 23 березня 2010. Процитовано 3 жовтня 2010.
3. 1 2  Собор Святого Петра на geneva.nika-quide.com. Архів оригіналу за 23 березня 2010. Процитовано 3 жовтня 2010.
4. ↑  Женева на www.switzerland.russian-club.net («Швейцарія російською мовою»). Архів оригіналу за 23 березня 2010. Процитовано 3 жовтня 2010. [Архівовано 2010-03-23 у Wayback Machine.]